# حذيفة بن الأحوص القيسي
حذيفة بن الأحوص القيسي والي الدولة الأموية على الأندلس، أرسله عبيدة بن عبد الرحمن السلمي والي أفريقية ليتولى الأندلس خلفًا لعثمان بن أبي نسعة الخثعمي. ولم تدم ولايته سوى لأشهر، حيث عُزل وتولى مكانه الهيثم بن عبيد الكلابي.